# Monotoma picipes
Monotoma picipes är en skalbaggsart som beskrevs av Herbst 1793. Enligt Catalogue of Life ingår Monotoma picipes i släktet Monotoma och familjen kamhornsbaggar, men enligt Dyntaxa är tillhörigheten istället släktet Monotoma och familjen gråbaggar. Arten är reproducerande i Sverige. Inga underarter finns listade i Catalogue of Life.

## Bildgalleri

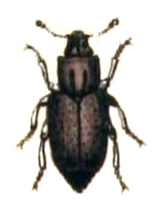